# 森山遺跡
座標: 北緯34度50分36秒 東経135度47分27秒 / 北緯34.84333度 東経135.79083度

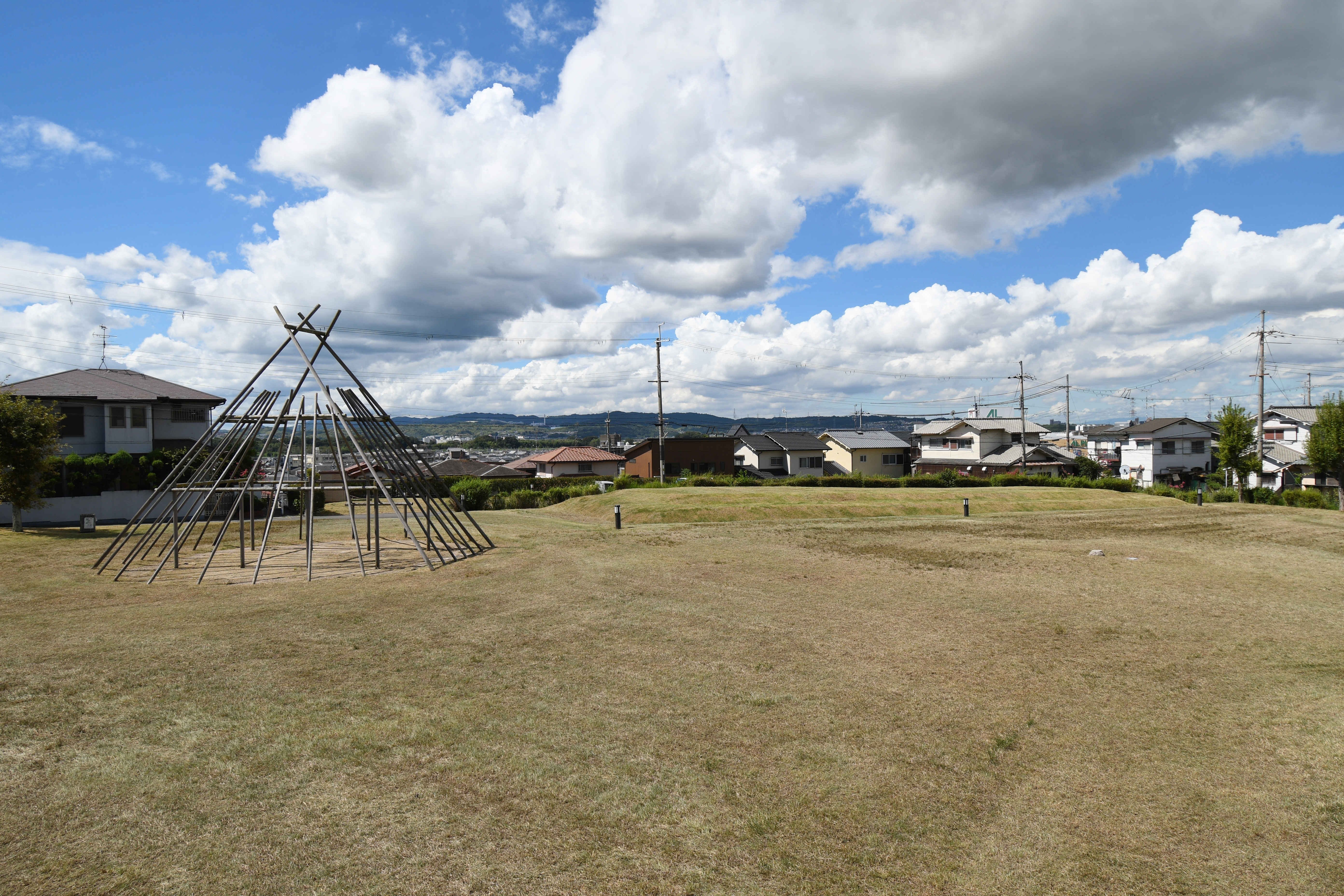
森山遺跡 概観

森山遺跡（もりやまいせき）は、京都府城陽市富野森山にある縄文時代・弥生時代・古墳時代の遺跡。国の史跡に指定されている。

## 概要

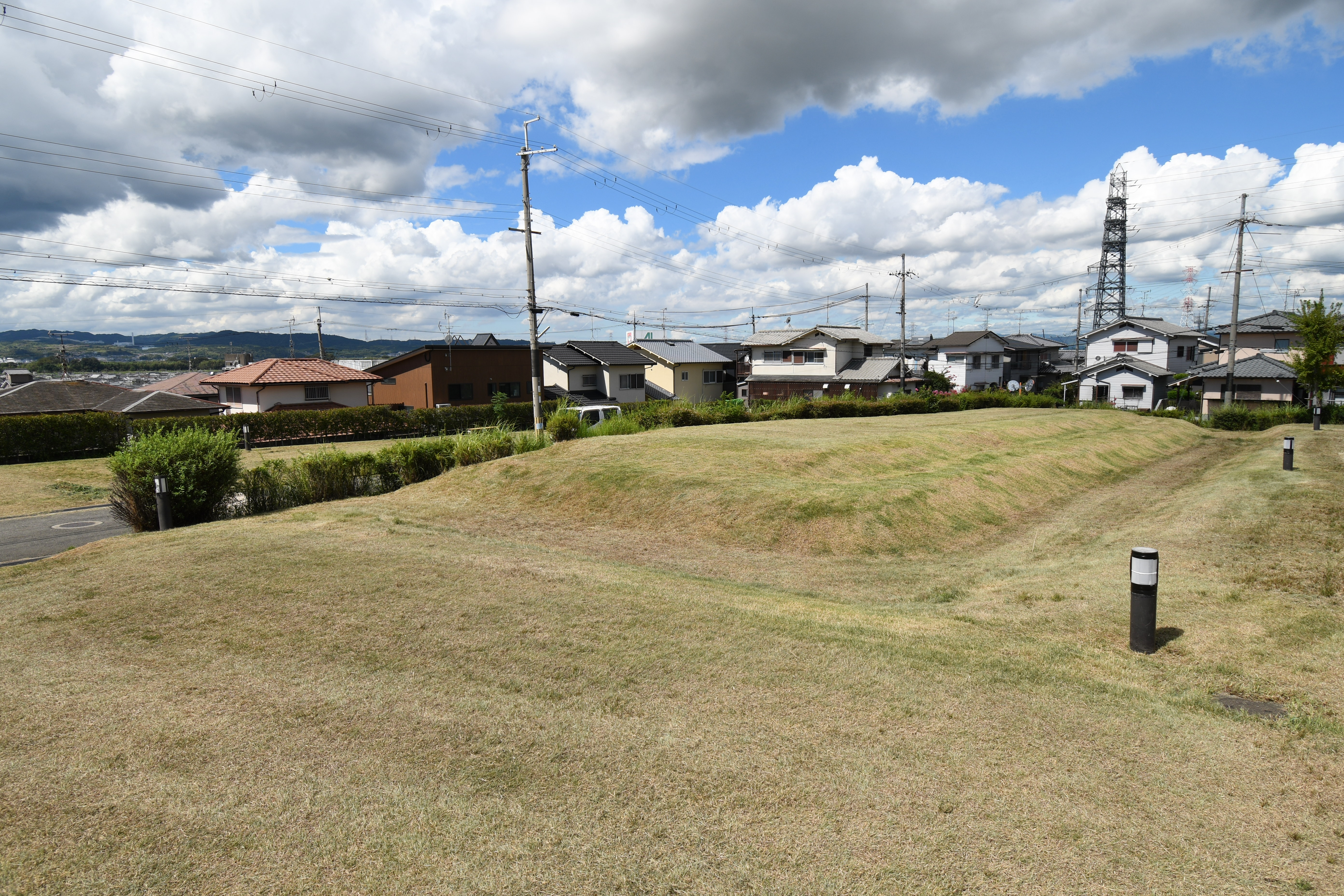
方形周溝状遺構

森山遺跡は城陽市の西縁を南北に貫流する木津川を臨む台地上に所在する。縄文時代後期中頃を中心とする集落跡であり、さらに弥生時代および古墳時代の遺構、遺物がある。
縄文時代の建物跡は、直径約10メートルの円形の竪穴建物跡をはじめとし、ほかに径6〜10メートルの竪穴建物跡5がある。竪穴建物の床面には、やや掘りくぼめた地床炉が設けられている。建物跡の周囲には、性格不明の大小の土壙があるが、南西部には少なく、いわゆる集落の広場的機能を有する場所と考えられている。また、南の縁には拳大の礫を集めた配石遺構が1基発見されており、墓跡の可能性がある。
縄文時代の遺物には、後期中頃から後半の元住吉山式から宮滝式に属する土器をはじめ、石鏃170、敲石55、磨石4、石棒4がある。その他大量のサヌカイトの剥片があり、石器製作がさかんに行なわれたことを示している。近畿においては、縄文時代の集落は少ないが、そのなかにあって豊富な遺物を保有する中核的な集落跡として重要である。
また、弥生時代の遺構としては、竪穴建物跡2、甕棺1があり、さらに古墳時代の竪穴建物跡12、甕棺1、その他の遺構がある。とくに古墳時代の初頭に属するもので、東西40メートル、南北32メートルの方形台状に盛土し、その周囲に幅4メートル、深さ1.5メートルの溝をめぐらした遺構の存在は注目される。この方形台状の上縁および斜面と溝底に、小さなピットが設けられており、杭列様の施設があったのかもしれない。この周溝の西南隅には、古式土師器（布留式）の高坏、小形丸底土器が集中して出土しており、葬送儀礼など特殊な用途をもつものとする説もあり、注目されるものである。

## 文化財

### 国の史跡
- 森山遺跡 - 1978年（昭和53年）2月8日指定。